# Panoplosaurus mirus

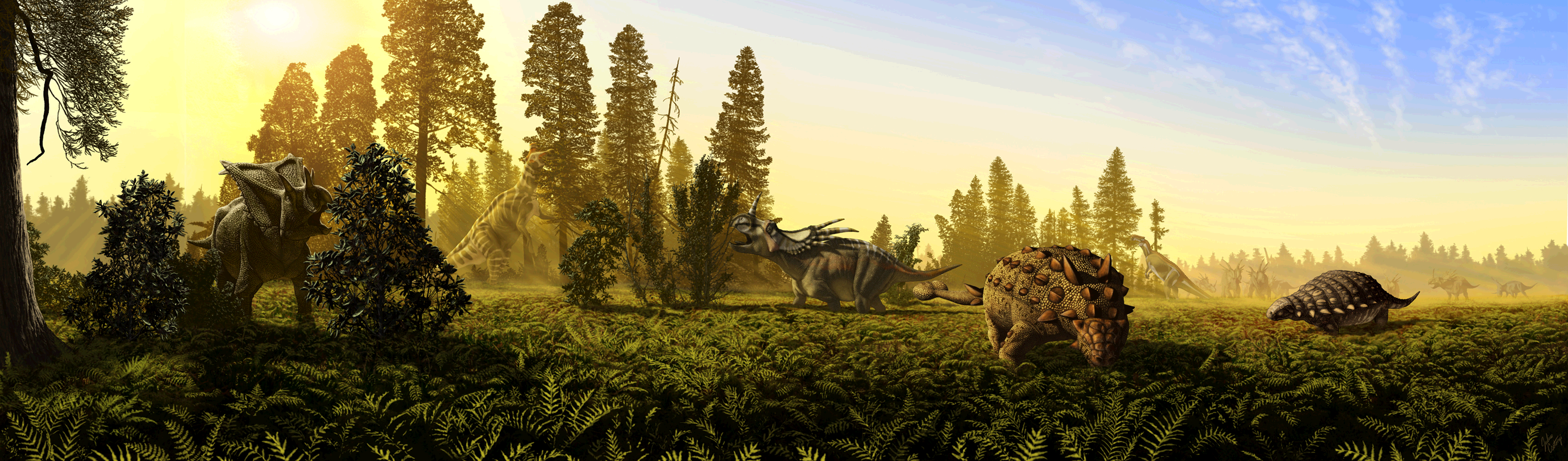
Ricostruzione ipotetica della fauna rinvenuta nella formazione Dinosaur park, con Panoplosaurus a destra

Il panoplosauro (Panoplosaurus mirus) era un dinosauro erbivoro vissuto nel Cretaceo superiore, circa 75 milioni di anni fa, in Nordamerica.
Questo dinosauro, il cui nome significa "lucertola completamente corazzata", era un quadrupede appartenente alla famiglia dei nodosauridi, nel gruppo degli anchilosauri. Come tutti i suoi parenti, il panoplosauro era dotato di un'armatura costituita da placche ossee disposte in maniera regolare lungo il dorso e lungo la coda. I fianchi erano protetti da una serie di spine sporgenti, che costituivano una vera e propria fila di aculei, anche se non erano lunghi come quelli del quasi identico Edmontonia. Il cranio, dalla forma compatta, era anch'esso dotato di corazza. Il panoplosauro probabilmente viveva nelle pianure del Nordamerica vagando alla ricerca di piante, che strappava con il becco largo. I suoi principali predatori erano probabilmente i tirannosauri del genere Daspletosaurus.